# Барселонские анналы
Барселонские анналы лат. Annales Barcinonenses — небольшие исторические заметки неизвестного автора о событиях барселонском графстве. Сохранились в вестготской рукописи сер. XII в. Описывают события связанные с правлением франкских королей, начиная от короля Пипина и до 1180 г., и графов Барселонских XII в.

## Издания
- Annales Barcinonenses // MGH, SS. Bd. XIX. Hannover, 1866, p. 501[2].

## Переводы на русский язык
- Барселонские анналы — в переводе И. М. Дьяконова на сайте Восточная литература